# Lletra de pal sec
En tipografia s'anomenen lletres de pal sec o sans-serif aquelles que no tenen gràcies, coronaments o remats en les terminacions dels seus traços.

## Etimologia del terme "sans-serif"
L'expressió sans serif significa literalment sense serifs, gràcies o remats.
Té el seu origen en la paraula llatina "sine" que significa sense. Aquesta paraula ha derivat i evolucionat a través del francès en la paraula “sans” que té la mateixa significació. L'origen de la paraula serif (relativament nova) no és del tot clar. El 1830 apareix per primera vegada el terme serif en anglès a l'Oxford English Dictionary i sanserif el 1841. El Webster Third New International Dictionary atribueix l'origen d'aquesta paraula en el neerlandès schreef que significa escriure (actualment schrijven), schreiben en alemany i scribere en llatí.

## Característiques
La lletra de pal sec és un tipus de lletres tipogràfiques que es caracteritzen per l'absència de remats i ornaments en els seus extrems (sense serifes o gràcies), entre els seus traços grossos i prims no hi ha contrasts, la modulació és vertical, els seus vòrtexs són rectes i els seus traços uniformes.

## Origen i història
Els diferents tipus de san serif (estilísticament derivats de les inscripcions antigues realitzades amb caràcters grecs i egipcis) sorgeixen a Anglaterra durant els anys 1820-1830, dècada en què podem situar l'ascens dels «tipus comercials» com una classe específica. Aquests tipus de lletra els van presentar per primera vegada el 1816 William Caslon, que els va destinar només als titulars.
Aquesta lletra es va associar des del principi amb la tipografia comercial, a causa de la seva linealitat i durabilitat, que la feia perfecta per a impressions d'etiquetes, embalatges... L'absència de remats i els seus traços prims són molt apropiats per a lletres grosses, és a dir, per ser vistes a certa distància com són els rètols, cartells...
Els tipus de pal sec disposaven, doncs, d'un lloc primordial a totes les impremtes i els nous impressors van ajudar a impulsar aquest nou tipus de lletra.
Els moderns mètodes de fabricació del tipus estaven especialment ben adaptats a aquest tipus de lletra, però la recuperació del seu prestigi es deu a tres homes: Gerard Meynell, de la Westminster Press; Frank Pick, director de publicitat del metro de Londres, i el cal·lígraf Edward Johnston.
Gerard Meynell va suggerir al metro de Londres que es podia utilitzar la tipografia dissenyada per Edward Johnston i Frank Pick. Així la «Underground Sans» va aparèixer el 1918 va demostrar l'avantatge tècnic d'aquestes lletres que es podien associar a un tipus de bellesa molt apreciada per les arts aplicades.
Poc després que el metro de Londres comences a utilitzar aquesta lletra, va arribar a Anglaterra un grup de publicistes alemanys promoguts per la reputació d'Edward Johnston i el bon gust que reflectien els impresos comercials en els quals figuraven aquests tipus. Aquests Gebrauchsgraphiker van tornar a Alemanya i van propulsar que a utilitzar aquestes tipografies de forma intensiva. Es van fer diverses versions a alemanya d'aquests nous tipus de lletra, la més coneguda és la Futura, editat per la foneria Bauer i Cable i editada per Klingspor.

## Classificacions
Les diferents famílies tipogràfiques daten de fa 500 anys o han sorgit de l'esperit creatiu dels segles XIX i XX, altres resulten de l'aplicació dels ordinadors a la impremta i al disseny gràfic digital, i altres creades per a la presentació en monitors, impulsades, en gran part, per les pàgines web.
Una de les primeres classificacions en la qual apareix la lletra de pal sec és la Francis Thibaudeau (1920-1924) ampliada després per Maximilien Vox. Aquesta classificació es compon de quatre estils: romana antiga o elzeviriana, romana moderada o didot, egípcia i pal sec.
La classificació més usada és l'elaborada l'any 1954 pel francès Maximilien Vox (pseudònim de Samuel William Théodore Monod), més tard adoptada i completada per l'Associació Tipogràfica Internacional (ATypI) i posteriorment traduïda a l'anglès i a l'alemany, amb la qual cosa va esdevenir automàticament universal.
Vox planteja tres grups:
- Humanes, garaldes i reals, que constitueixen la trilogia dels caràcters clàssics o històrics.
- Didones, mecanes i lineals, que formen la trilogia de les modernes.
- Incises, escriptes i manuals, que són d'inspiració cal·ligràfica.

L'ATypI realitzà el 1964 una adaptació de la de Vox, coneguda com a VOX-ATypI. Aquesta classificació es relaciona amb l'evolució de les famílies tipogràfiques durant el transcurs de la història:
- Antigues: humanístiques, garaldes, reals i didones.
- Modernes: de pal sec, egípcies i mecanes.
- Segle XX: tradicionals i incises.

L'ultima classificació es coneix com a DIN 16418 i està basada en l'agrupació de fonts per característiques comunes. Divideix les famílies tipogràfiques en grups:
- Romanes: antigues, de transició, modernes, mecanes i incises.
- Pal sec: lineals sense modulació i grotesques.
- Retolades: cal·ligràfiques, gòtiques i cursives informals.
- Decoratives: de fantasia i d'època.

## Denominacions
La lletra de pal al llarg de la seva història ha estat anomenada de diferents formes:

antiga, nom que li donen francesos i espanyols (amb referència als caràcters utilitzats antigament a Grècia i Roma, mancades de remats o terminal);

grotesc, nom que li donen espanyols i anglesos (grotesque, pel lloc d'on procedeix: l'arquitectura subterrània de la grutes, tombes o catacumbes);

lineal en les classificacions tipològiques de Maximilien Vox, la ATYPL (Associació Tipogràfica Internacional), Novarese i Pellitteri, i simplice en la d'Alessandrini.
Anomenada gothic als Estats Units, pels francesos gothique pels francesos i gòtica pels espanyols, aquesta lletra manual anterior a la invenció de la impremta es va convertir en lletra tipogràfica i en lletra nacional alemanya (fins a agost de 1941).
Totes aquestes denominacions i tan complexes provoca que es rebutgi la paraula antiga (que, a més, es confon per la seva morfologia amb l'antiqua); tampoc grotesc no és una bona denominació, per la seva utilització, així mateix, per anomenar un tipus de lletra d'impremta.

El 1816 sorgeix aquesta lletra derivada de l'egípcia però ja sense terminals. Lletra de traç semblant es troba en les monedes trobades a Pafos (Grècia) i en les inscripcions lapidàries gregues i romanes de l'Antiguitat. Quant al tret, potser és el més antic, ja que també el van utilitzar els fenicis, a més dels grecs i els romans. Malgrat ser un estil molt utilitzat des de finals del segle xix (l'escola tipogràfica suïssa va preconitzar el seu ús exclusiu) es tracta, en general, d'una lletra útil i pràctica per a certs texts, especialment els publicitaris, però, en general, no apta per a una obra de lectura contínua. Malgrat això, els tipus gravats amb trets d'aquesta família són abundants i gaudeixen de major grau de llegibilitat que les romanes.
Tots aquest tipus es divideixen en tres grans categories:

### Grotesc
Tots els tipus de Pal Sec elaborats en el segle xix s'anomenen Grotesc. El primer tipus anomenat erròniament Egipci, apareix amb caixa alta al catàleg tipogràfic de la Caslon Foundry a Anglaterra, el 1816. Les primeres lletres Grotesques produïdes i elaborades van tenir un tipus de retolació molt gruixut, on les lletres de caixa alta presentaven un mateix ample. Però el 1832, William Thorowgood va fer un model de grotesc molt gruixut amb caixa baixa tosca i basta. Una mica després es van fer diferents amples i pesos més lleugers. Els dissenys Grotescs que disposaven de caixa baixa van ser perfeccionats a Alemanya. Els fonedors d'Alemanya també van elaborar lletres de caixa alta de diversos amples i amb un lleuger estrenyiment dels traços en les unions. Un exemple d'aquesta manera de fer és Akzidenz Grotesk (o Estàndard) dissenyada el 1898. La flexibilitat i les qualitats plàstiques d'aquest disseny de Pal Sec van són explotades més tard per Morris Benton en l'American Type founders el 1908, quan va dissenyar la família tipogràfica News Gothic - Trade Gothic (1948) és similar.
Franklin Gothic (1905), un tipus pesat de Retolació, va servir perquè Morris Benton desenvolupés una altra família de tipus Grotescs. El 1980, ITC va treure la seva versió de Franklin, amb pesos lleugers addicionals i cursives a joc, amb l'objectiu d'adaptar-la per a la composició de texts. La dècada de 1950 va veure el ressorgir dels tipus Grotescs. El 1957, Adrian Frutiger va dissenyar la família Univers amb un total de 21 variacions. A l'any següent, Max Miedinger dissenya l'Helvètica, una de les fonts més ben utilitzades de tots els temps -el disseny en què es va basar va ser Akzidenz Grotesk. Foli (1957), Neue Helvetica, Haas Única (1980) i d'altres són totes del mateix motlle.

### Geomètrics
Com a resultat directe de la tipografia dels moviments d'art modern al segle XX a Europa i el Bauhaus a Alemanya, va sorgir un estil auster i funcional de Pal Sec anomenat Geomètric. Aquests tipus mono lineals, s'elaboren senzillament a partir de la línia recta, el cercle i el rectangle, i van revolucionar l'escena tipogràfica a finals dels anys vint. El tipus més popular d'aquesta categoria és Futura (1928) de Paul Renner. Després es van produir en ràpida successió diversos símils de Futura com Kabel (1928) de Rudolf Koch, Metre|Metro (1929-1930) de Willimas Dwiggins, Spartan i Tempo (1930). Eurostile (1962) d'Aldo Novarese, un tipus quadrat, també pertany a aquesta categoria de lletres de Pal Sec.

### Humanístics
Originàriament destinat al metro de Londres el 1916, el tipus de lletra de pal sec d'Edward Johston va trencar molts motlles en el disseny tipogràfic, basat en les lletres romanes clàssiques. El 1929 Eric Gill, deixeble de Johnston, va dissenyar Gill Sans per a Monotype, amb una gran influència del tipus utilitzat al metro de Londres. El tipus de Gill en tenia una 'i' i una 'g' de caixa baixa molt diferenciada, i amb una cursiva molt fluida. El 1958, Hermann Zapf, elabora una lletra de Pal Sec en estil Humanístic, original i influent, anomenada Optima, amb un pronunciat contrast en l'ample dels traços i un engruiximent als terminals d'aquests.
Durant aquests últims 20 anys els dissenyadors han buscat en aquests primers models un tipus de lletra de pal sec més expressiva i menys mecànics. Syntax (T968) de Hans Meier, Frutiger (1988) d'Adrian Frutiger, Praxi (1979) de Gerard Unger i, més recentment, ITC Stone Sans (1988) de Sumner Stone i ITC Quay Sans (1990) de David Quay, són part d'una recent ona de dissenys Humanístics.